# 페이턴 리드
페이턴 리드(영어: Peyton Reed, 1964년 7월 3일 ~ )는 미국의 영화 감독, 각본가이다. 《브링 잇 온》(2000)으로 장편영화에 데뷔하였고, 《다운 위드 러브》(2003)에서는 흥행과 평가 모두 좋은 성적을 받았다. 《에스 맨》(2008)에서는 짐 캐리의 열연으로 큰 인기를 끌었다.
리드는 마블 시네마틱 유니버스의 2단계 마지막 작품 《앤트맨》(2015)의 감독 자리를 에드거 라이트에게서 넘겨받았다. 케빈 파이기는 이전부터 페이턴 리드 영화의 팬이었고, 그를 이 영화에 적합한 감독이라고 여긴다고 했다. 그러면서도 전임인 에드거 라이트의 작업들도 소홀히 하지는 않겠다고 밝혔다. 한편 페이턴 리드 이전에 《앤트맨》의 감독으로 거론되었던 애덤 매케이는 영화의 각본을 담당한다.
리드는 롤리 출신이며, 노스캐롤라이나 대학교 채플힐을 졸업했다.

## 작품 목록

### 영화
| 연도   | 제목                                                          | 주연                         |
| ------ | ------------------------------------------------------------- | ---------------------------- |
| 2000년 | 브링 잇 온 Bring It On                                        | 커스틴 던스트                |
| 2003년 | 다운 위드 러브 Down with Love                                 | 러네이 젤위거, 이완 맥그리거 |
| 2006년 | 브레이크 업: 이별후애 The Break-Up                            | 빈스 본, 제니퍼 애니스턴     |
| 2008년 | 예스맨 Yes Man                                                | 짐 캐리                      |
| 2015년 | 앤트맨 Ant-Man                                                | 폴 러드, 마이클 더글러스     |
| 2018년 | 앤트맨과 와스프 Ant-Man and the Wasp                          | 폴 러드, 에반젤린 릴리       |
| 2023년 | 앤트맨과 와스프: 퀀텀매니아 Ant-Man and the Wasp: Quantumania | 폴 러드, 에반젤린 릴리       |